# Неоптолем (сатрап)
Неоптоле́м (др.-греч. Νεoπτόλεμος; погиб в 321 или 320 годах до н. э.) — македонский военачальник, сатрап Армении.
Неоптолем происходил из рода эпирских царей Эакидов. Участвовал в походах Александра Македонского. Впервые в античных источниках Неоптолем упомянут в связи с осадой Газы 332 года до н. э., где отличился своей храбростью. В 330 году до н. э. Неоптолем стал командиром гипаспистов.
Впоследствии, после смерти Александра, новый регент Македонской империи Пердикка в 322 году до н. э. покорил Армению, правителем которой назначил Неоптолема. Однако Неоптолем вскоре предал Пердикку и во время Первой войны диадохов перешёл на сторону его врагов. Погиб в 321 или 320 году до н. э. во время сражения у Геллеспонта с Эвменом. Согласно античной традиции Неоптолем был убит во время сражения с Эвменом.

## Биография

### Происхождение. Карьера
Согласно сообщению Арриана, Неоптолем происходил из рода эпирских царей Эакидов, династически связанного с македонским царским двором. Возможно, он был родственником одного из царских телохранителей-соматофилаков Арриба и царицы Олимпиады. По мнению Э. Э. Кэрни, он входил в круг друзей Олимпиады.
Впервые в античных источниках Неоптолем упомянут в связи с осадой Газы 332 года до н. э., когда он во время соревнования в храбрости с другими македонянами первым поднялся на городские стены. Его храбрость не осталась незамеченной. После смерти Никанора в 330 году до н. э. Александр Македонский назначил Неоптолема командиром гипаспистов. А. Босуорт отмечал, что назначение Неоптолема на столь важную должность состоялось в то время, когда Александр стал разделять командование крупными войсковыми соединениями между несколькими военачальниками. Это, по мнению историка, свидетельствует о доверии царя к Неоптолему. После 330 года до н. э., согласно Плинию Старшему, живописец и друг Александра Апеллес изобразил Неоптолема на коне во время сражения с персами.
Впоследствии Неоптолем стал сатрапом Армении. Обстоятельства его назначения не до конца ясны. Ещё в 331 году до н. э. Александр назначил сатрапом Армении Михрана. Однако его миссия не увенчалась успехом, так как при описании последующих событий там продолжал править Оронт. Скорее всего Армения формально признала власть македонян, но по факту оставалась независимой. После смерти Александра в 323 году до н. э. регент Македонской империи Пердикка рассматривал область как одну из «мятежных провинций», которая подлежит завоеванию.

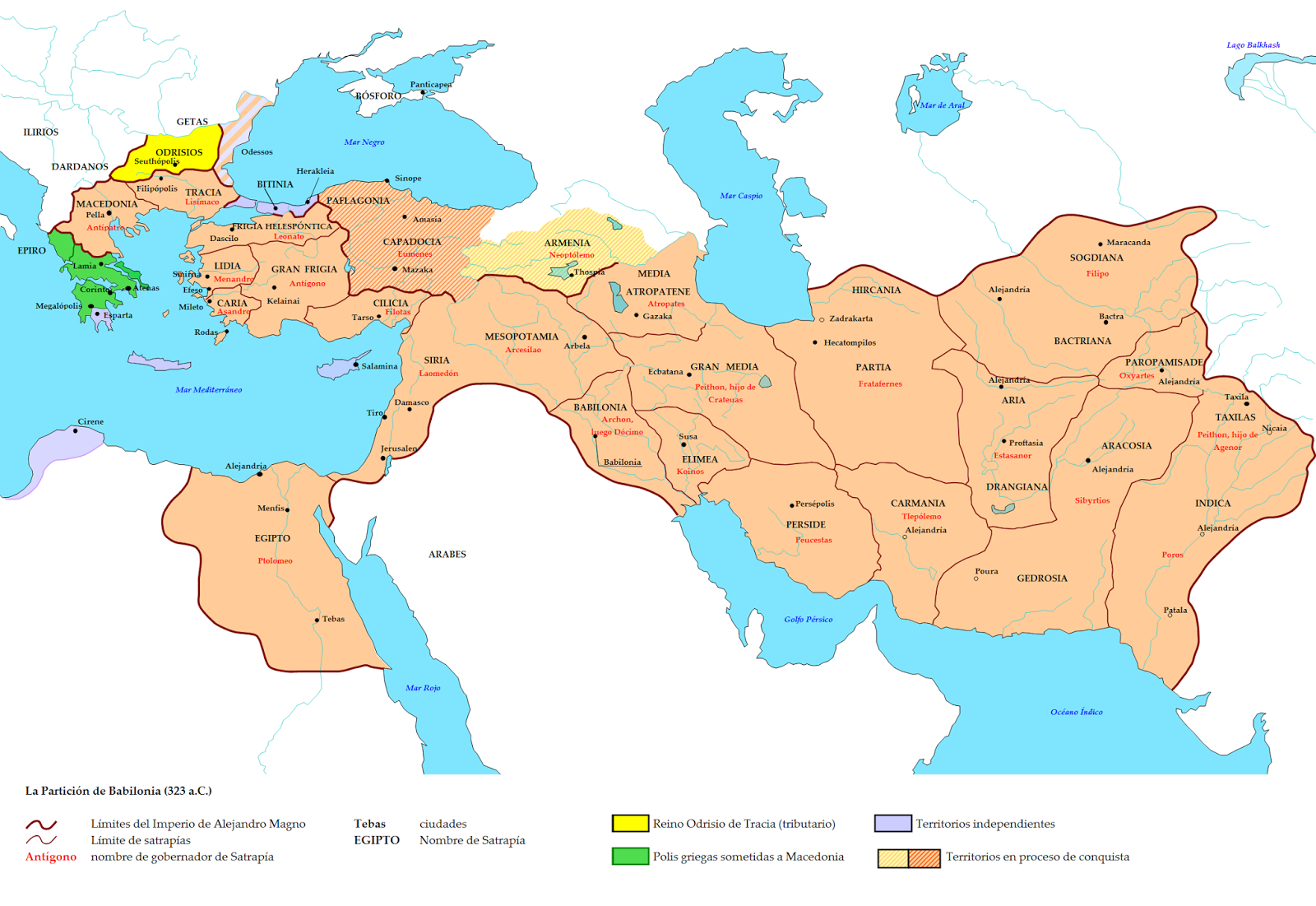
Перераспределение сатрапий Македонской империи на Вавилонском разделе. Предполагаемые владения в Армении Неоптолема представлены заштрихованной жёлтой областью

После того как Армения вслед за Каппадокией была покорена в 322 году до н. э., Неоптолем был назначен её новым правителем. В историографии существует несколько версий относительно официального титула Неоптолема. Он мог быть сатрапом, гегемоном или стратегом Армении. Возможно, часть области оставалась в подчинении прежнего правителя Оронта. По одной из версий Неоптолем получил титул сатрапа во время Вавилонского раздела 323 года до н. э. Несмотря на то, что Неоптолем был во многом обязан Пердикке своим новым титулом, он оказался крайне ненадёжным и предал своего благодетеля при первой же возможности. Одним из мотивов Неоптолема, согласно Диодору Сицилийскому, была его зависть к более успешному Эвмену. Согласно Плутарху, ещё до начала Первой войны диадохов Пердикка отправил из Киликии сатрапа Каппадокии и Пафлагонии Эвмена «на словах — для управления собственной сатрапией, на деле же — чтобы не упустить из рук соседнюю Армению, где сеял смуту Неоптолем». К этому времени относятся некие переговоры между Эвменом и Неоптолемом, которые оказались безрезультатными. Плутарх охарактеризовал их следующими словами: «Этого полководца [Неоптолема], несмотря на его надменность и пустую чванливость, Эвмен пытался унять посредством миролюбивых увещаний». Одновременно с переговорами Эвмен был занят созданием собственного войска, в котором особое внимание уделял коннице.

### Участие в Первой войне диадохов. Гибель
Противоречия между бывшими военачальниками Александра привели к нарастанию внутренних противоречий и началу войны за новое перераспределение власти в Македонской империи, которая получила название Первой войны диадохов. На военном совете Пердикка заявил, что сатрап Египта Птолемей ослушался приказа царей относительно захоронения тела Александра, соправители Македонии Кратер и Антипатр предоставили приют опальному сатрапу Фригии Антигону. В связи с этим Пердикка считал необходимым первым объявить войну непокорным военачальникам, пока те не соберутся с силами. На военном совете было принято решение начать поход в Египет, а не Македонию. На время похода в Египет Пердикка назначил Эвмена стратегом-автократором войсками к западу от Таврских гор. Его основной задачей была охрана проливов, чтобы войска Антипатра и Кратера не смогли переправиться в Азию. Под управление Эвмена были переданы войска брата Пердикки Алкеты и Неоптолема.
Положение Эвмена было весьма тяжёлым, так как против Пердикки восстали военачальник македонского флота Клит, сатрапы Карии Асандр и Лидии Менандр. Также список врагов Пердикки пополнил Неоптолем, который заключил союз с Антипатром. В этих условиях Эвмен вернулся в Каппадокию. Он приказал Неоптолему прибыть к нему с войском, а когда тот не повиновался, выдвинулся со своим войском в Армению. В последовавшем сражении пехота Эвмена отступила, но благодаря сильной коннице он не только выиграл сражение, но и захватил обоз Неоптолема. Сатрап Армении с тремя сотнями всадников бежал и присоединился к войскам Кратера и Антипатра. В этом сражении впервые произошёл разгром азиатскими воинами, хоть и обученными Эвменом по македонскому образцу, фаланги македонян.
Согласно Плутарху, Антипатр с Кратером отправили послов к Эвмену с предложением перейти на их сторону. Взамен ему было обещано присоединить к его владениям новые сатрапии. В ответ Эвмен отправил послов к Антипатру и Кратеру с предложениями перейти на сторону Пердикки. Пока они обдумывали предложение, к ним явился Неоптолем, который и убедил их продолжить войну. Именно Неоптолем внушил Кратеру мысль, что македоняне в войске Эвмена немедленно перейдут на его сторону при одном виде популярного военачальника Александра. Также Неоптолем утверждал, что войско Эвмену предаётся победному ликованию и станет лёгкой добычей. На военном совете было принято решение, что Антипатру следует отправиться в Киликию, чтобы зайти в тыл войскам Пердикки. Кратер с Неоптолемом, в свою очередь, двинулись навстречу Эвмену. Эвмен, в свою очередь, попытался скрыть от воинов информацию о военачальнике противника Кратере и распустил слух, что им предстоит вновь сразиться с Неоптолемом, к которому присоединился Пигрет с пафлагонской и каппадокийской конницей.
Следующее сражение у Геллеспонта, которое произошло в мае/июне 321 или 320 года до н. э. между объединённым войском Кратера и Неоптолема с Эвменом, случилось через 10 дней после первого поражения Неоптолема. Кратер поставил Неоптолема руководить левым флангом. Согласно античной традиции, во время сражения Неоптолем встретился с Эвменом. Последующая битва была особо яростной. Оба военачальника упали с коней и были вынуждены пешими продолжить бой. Эвмен сначала ранил Неоптолема в колено, а затем в шею. Когда Эвмен начал снимать с Неоптолема доспехи, он, тяжело раненый, нашёл в себе силы ранить своего противника в пах. Рана оказалась неглубокой, и Эвмен смог сесть на коня, после чего поскакал на другой фланг. Во время сражения также погиб и Кратер, с которым у Эвмена, ещё во время службы у Александра Македонского, сложились дружеские взаимоотношения. Согласно Плутарху, «Кратер умирал, но был ещё в сознании, и Эвмен, сойдя с коня, зарыдал, протянул в знак примирения руку и стал осыпать бранью Неоптолема».
После гибели Неоптолема власть в Армении вновь получил Оронт.

## Оценки
Для Диодора Сицилийского Неоптолем был одним из прославленных военачальников Александра, командующим непобедимым македонским войском. Арриан считал его человеком большой гордости и воинственного духа. Плутарх называл Неоптолема «надменным и чванливым» военачальником. Эту характеристику повторяют и современные историки.

### Исследования
- Дройзен И. Г. История эллинизма. — Ростов-на-Дону: Феникс, 1995. — Т. 2. — 544 с. — ISBN 5-85880-079-3.
- Ефремов Н. В. К истории северной Малой Азии в раннеэллинистическое время. 2. Период диадохов 323—311 гг. // Античный мир и археология. — 2010. — № 14. — С. 49—93. — ISSN 0320-961X.
- Колосов Д. В. Наследник Александра (некоторые аспекты полководческого искусства Эвмена Кардийского) // Проблемы истории, филологии, культуры. — 2007. — № 17. — С. 249—254. — ISSN 1992-0431.
- Шофман А. С. Распад империи Александра Македонского / Печатается по постановлению редакционно-издательского совета Казанского университета. Отв. редактор В. Д. Жигунин. — Казань: Издательство Казанского университета, 1984.
- Anson Edward M. Eumenes of Cardia: A Greek among Macedonians (англ.). — Second edition. — Leiden; Boston: Brill, 2015. — (Mnemosyne Supplements, History and Archaeology of Classical Antiquity, vol. 383). — ISBN 978-90-04-29717-3.
- Carney E. D. Olympias. Mother of Alexander the Great (англ.). — New York • London: Routledge, 2006. — 221 p. — (Women of the Ancient World). — ISBN 0-415-33316-4.
- Heckel W. Who's Who in the Age of Alexander the Great: Prosopography of Alexander's Empire (англ.). — Malden; Oxford; Carlton: Blackwell Publishing, 2006. — P. 95—99. — ISBN 1-4051-1210-7.
- Heckel W. Who's Who in the Age of Alexander and his Successors. From Chaironea to Ipsos (338—301 BC) (англ.). — Barnsley: Greenhill Books, 2021. — 554 p. — ISBN 978-1-78438-648-1.